# Nytyska skolan

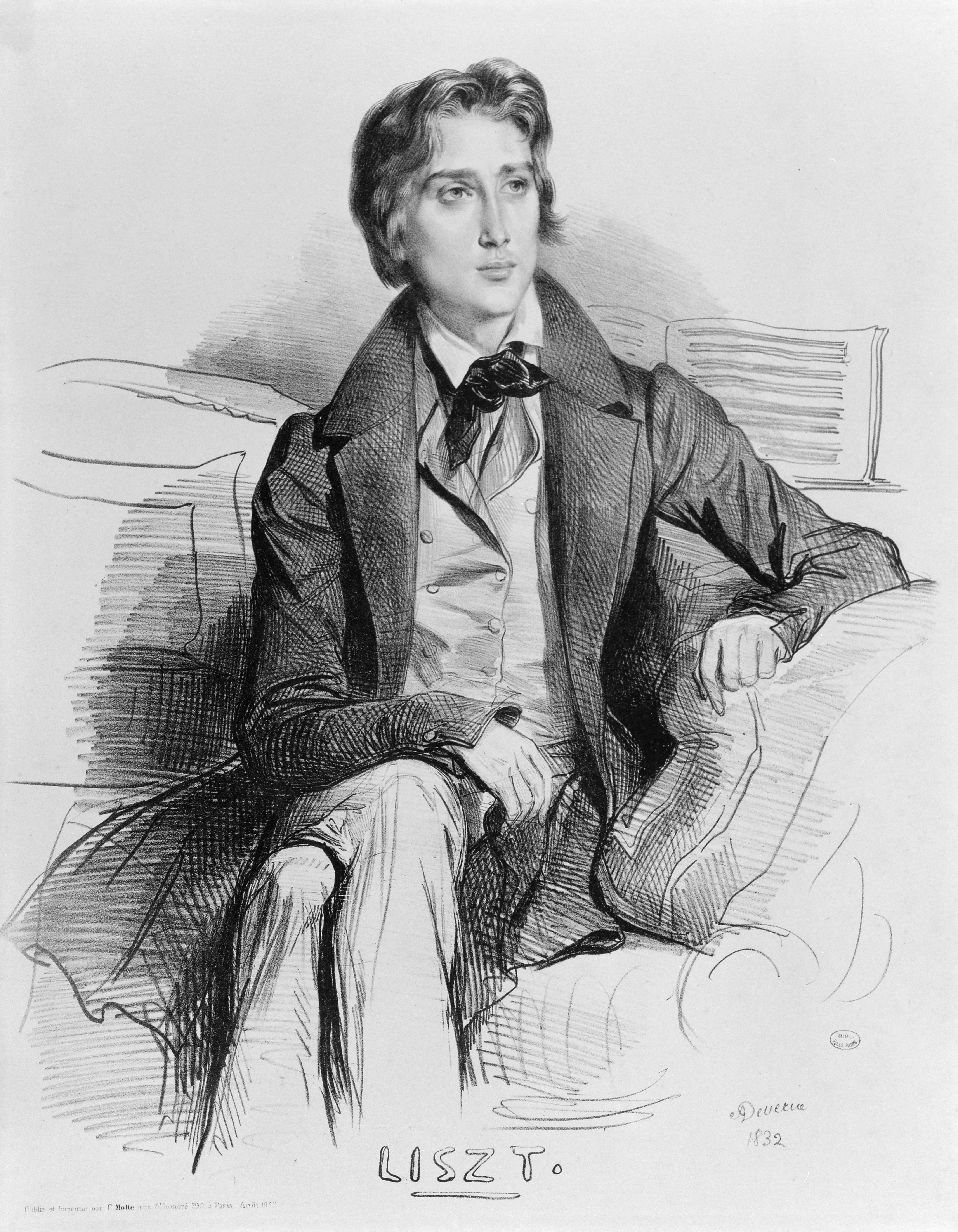
Franz Liszt

Nytyska skolan är en kring mitten av 1800-talet något svävande gruppbenämning, av tonsättare som hade sina ideal i Richard Wagners och Franz Liszts musik. Dessa räknades som sin tids modernister och stod delvis i opposition mot den riktning som representerades av Johannes Brahms.
Bland de mera kända "nytyskarna" bland tyska (och österrikiska) tonsättarna märks Joachim Raff, Richard Strauss, Felix Draeseke, Anton Bruckner, Peter Cornelius, Max von Schillings, Engelbert Humperdinck och Gustav Mahler.
Den nytyska skolans språkrör var Neüe Zeitschrift für Musik, sedan Robert Schumann 1844 hade lämnat redaktörskapet.